# Santi (ort i Burkina Faso)
Santi är en ort i Burkina Faso.   Den ligger i regionen Plateau-Central, i den centrala delen av landet, 100 km öster om huvudstaden Ouagadougou. Santi ligger 303 meter över havet och antalet invånare är 573.
Terrängen runt Santi är platt. Närmaste större samhälle är Boulsa, 10,6 km öster om Santi.
Trakten runt Santi består till största delen av jordbruksmark. Runt Santi är det ganska tätbefolkat, med 75 invånare per kvadratkilometer.